# Mêda

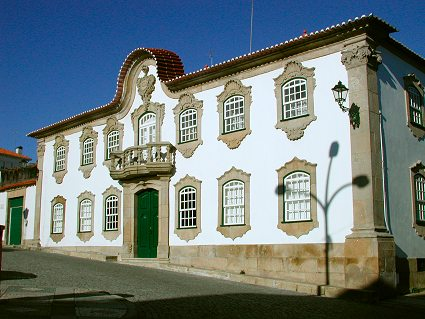
Câmara Municipal de Mêda

Mêda é uma Cidade portuguesa sede de um município que pertencente ao distrito da Guarda, na província da Beira Alta, região do Centro (Região das Beiras) e sub-região das Beiras e Serra da Estrela, com 2 148 habitantes (2021).
É sede do município de Mêda com 286,05 km² de área e 4.572 habitantes (2023), subdividido em 11 freguesias. O município é limitado a norte e nordeste por Vila Nova de Foz Côa, a sudeste por Pinhel, a sul por Trancoso e a oeste por Penedono.
O município de Mêda fazia parte da antiga região Beira Alta, atualmente faz parte da Região Centro de Portugal. Caracteriza-se por se localizar numa zona de transição entre as regiões naturais do Alto Douro e do Planalto Beirão.

## História
Pinturas rupestres e outros achados mostram que a região terá sido povoada a partir de finais do Paleolítico, havendo vestígios dolménicos em Aveloso, Longroiva, Prova e Ranhados, sendo o documento pré-histórico mais importante a estátua-menir de Longroiva, confirmando a ancestralidade das Terras de Mêda.
Dos povos da época castreja que viveram nas imediações desta vila salientam-se os Aravos, na zona de Marialva, os Longobritas, em Longroiva, e os Meidubrigenses, na Mêda.
Os Romanos foram aqueles que mais exerceram aqui o fenómeno de aculturação. As calçadas, as pontes, as placas tumulares, os marcos milenários, as moedas, as aras votivas, as villae e os vicus e as civitas por eles construídas testemunham bem o seu esforço de nos romanizar, testemunhos da ligação com Roma, especialmente nas épocas dos césares Trajano e Adriano.
Seguiram-se os povos Bárbaros, os Suevos e Visigodos. Os Árabes, também aqui se fixaram até 1065, data em que Fernando Magno, Rei de Leão e Castela, conquistou a região.
A atual cidade de Mêda desenvolveu-se com a reconquista cristã do território e o estabelecimento, nos começos do século XII, de um ermitério beneditino situado no local da igreja Matriz, perto do Morro do Castelo.
Durante a Idade Média, Mêda era um povoado de dimensão reduzida, contrastando com as vilas vizinhas que hoje integram este município: Marialva, Ranhados, Longroiva e Casteição. Esta localidade era um cenóbio beneditino, situado no sopé de um morro granítico que assinalava a presença cristã e o direito ao celeiro.
Na reconquista cristã das Terras de Mêda, protagonizada por Fernando Magno em 1063, os castelos do concelho de Mêda foram preciosos auxiliares. Os pelourinhos e forais velhos e quinhentistas simbolizam a autonomia municipal e testemunham as alterações administrativas.
A 1 de Junho de 1519 foi concedido por  D. Manuel I um foral que, "embora não decretasse a fundação do concelho, veio legitimar a realidade concelhia da antiga vila e concelho de Mêda, comenda da Ordem de Cristo”.
O município na sua atual configuração foi reconstruido após a reforma do liberalismo. A criação do município é, assim, anterior ao século XVI. Constituído inicialmente por uma única freguesia, o concelho foi beneficiado por decretos sucessivos que nele integraram as freguesias atuais. Todavia, já em 1872, Mêda apresentava-se como cabeça de Câmara, com efeitos administrativos, fiscais, judiciais e eclesiásticos, e a sua posição saiu reforçada com a decisão judicial de Barjona de Freitas.
Até aí, várias alterações decorreram: os concelhos do Aveloso, Casteição, Longroiva e Ranhados foram extintos por decreto de 6 de Novembro de 1836 Marialva apenas foi extinto em 1852. A freguesia da Prova, que pertencia em 1855 ao concelho de Penedono, ficou a pertencer ao de Mêda em 1872. A Mêda restaurou a sua comarca (poder judicial) em 12 de Novembro de 1875; a partir de então, e até 1951, o dia 12 de Novembro foi feriado municipal. Atualmente, o feriado municipal ocorre em 11 de Novembro (dia de S. Martinho) desde 1974, tendo em atenção a importância de que se reveste a vinicultura para todo o município.
A povoação recebeu foral de D. Manuel I (1495-1521) no dia 1 de Junho de 1519. A vila foi elevada a cidade em 26 de janeiro de 2005.

## Freguesias

Freguesias do município de Mêda

O município de Mêda está dividido em 11 freguesias:
- Aveloso
- Barreira
- Coriscada
- Longroiva
- Marialva
- Mêda, Outeiro de Gatos e Fonte Longa
- Poço do Canto
- Prova e Casteição
- Rabaçal
- Ranhados
- Vale Flor, Carvalhal e Pai Penela

### Antigas freguesias, extintas em 2013
- Carvalhal
- Casteição
- Fonte Longa
- Mêda
- Outeiro de Gatos
- Pai Penela
- Prova
- Vale Flor

### Aldeias anexas
- Alcarva (Ranhados)
- Areola (Outeiro dos Gatos)
- Canada (Ranhados)
- Cancelos de Baixo (Poço do Canto)
- Cancelos de Cima (Poço do Canto)
- Cancelos do Meio (Poço do Canto)
- Chãos (Casteição)
- Cornalheira (Fonte Longa)
- Enxameia (Outeiro dos Gatos)
- Gateira (Barreira)
- Pestana (Longroiva)
- Relva (Longroiva)
- Sapateira (Prova)
- Sequeiros (Poço do Canto)
- Vale do Pereiro (Longroiva)
- Vale do Porco (Poço do Canto)

## Geografia

### Localização e Situação Geográfica
O município de Mêda inclui parte do Parque Arqueológico do Vale do Côa. Fica em Terras de Riba-Côa e dista cerca de 55 km da Guarda, 80 km de Viseu, 170 km do Porto e 360 km de Lisboa.
O município é delimitado a norte pelo município de Vila Nova de Foz Côa, a este também por Vila Nova de Foz Côa e por Pinhel, a oeste pelo município de Penedono e a sul pelo município de Trancoso. Está situado a cerca de 670 metros de altitude, num planalto entre a antiga Beira Alta e o Alto Douro, fronteiriço às terras de Riba Côa.
Coordenadas Geográficas:
Latitude: 40°57'48.24"N
Longitude: -7°15'40.22"W

### Solos
Uma grande parte do município de Mêda é constituído essencialmente por rochas graníticas e por outros tipos de rochas. Outras partes são cascalheiras de planalto, arcoses da Beira Alta, arenitos, calcários, xistos e grauvacos.

### Vegetação
O município é caracterizado pela existência de várias espécies de árvores, tais como o sobreiro, o pinheiro bravo, o carvalho, o castanheiro, a amendoeira, entre outras espécies.

### Clima
Em Mêda, o clima é quente e temperado. O inverno é rigoroso com presença de pluviosidade e queda de neve, fruto da proximidade à Serra da Estrela. O verão é quente e seco e com pouca pluviosidade.
A classificação do clima é Csb, segundo a escala climática de Köppen-Geiger. A temperatura média em Mêda é de 12.4 °C.
Tem uma pluviosidade média anual de 1058 mm.

## Cultura, Desporto, Lazer e Saúde

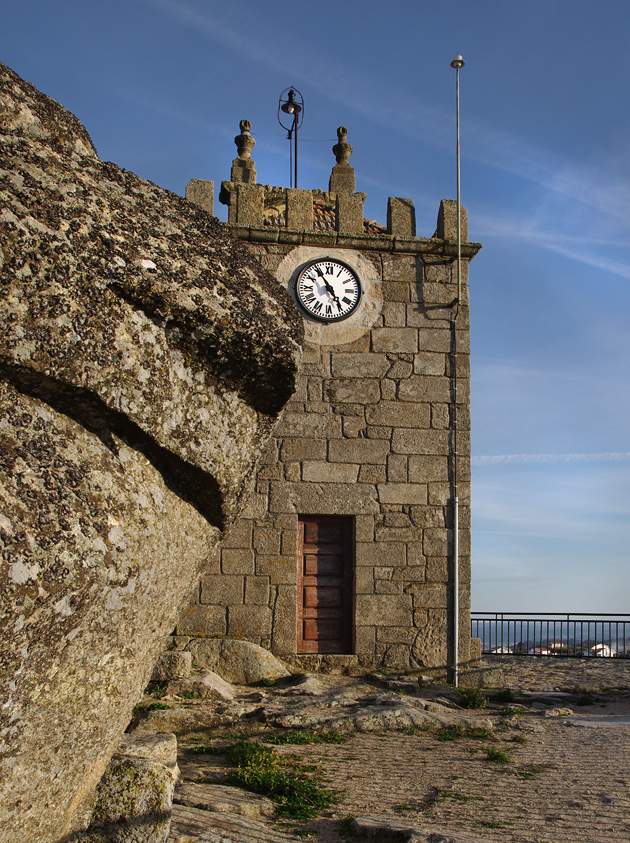
Torre do Relógio de Mêda

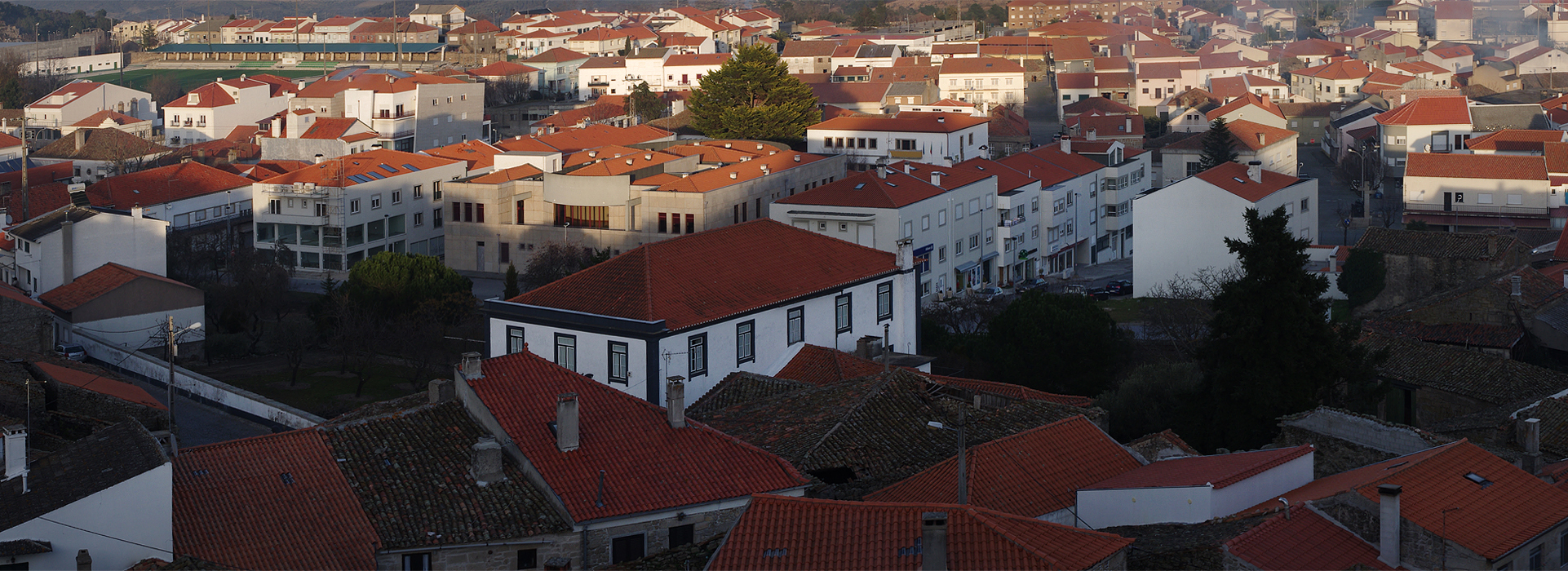
Zona Urbana da Mêda

### Equipamentos Públicos e Privados da Cidade
- Centro de Saúde
- Jardim de Infância
- Patronato - Instituto D. Maria do Carmo Lacerda
- Centro Escolar - Agrupamento de Escolas do município de MêdaVale do Pombo - Zona de Expansão Urbana a Noroeste

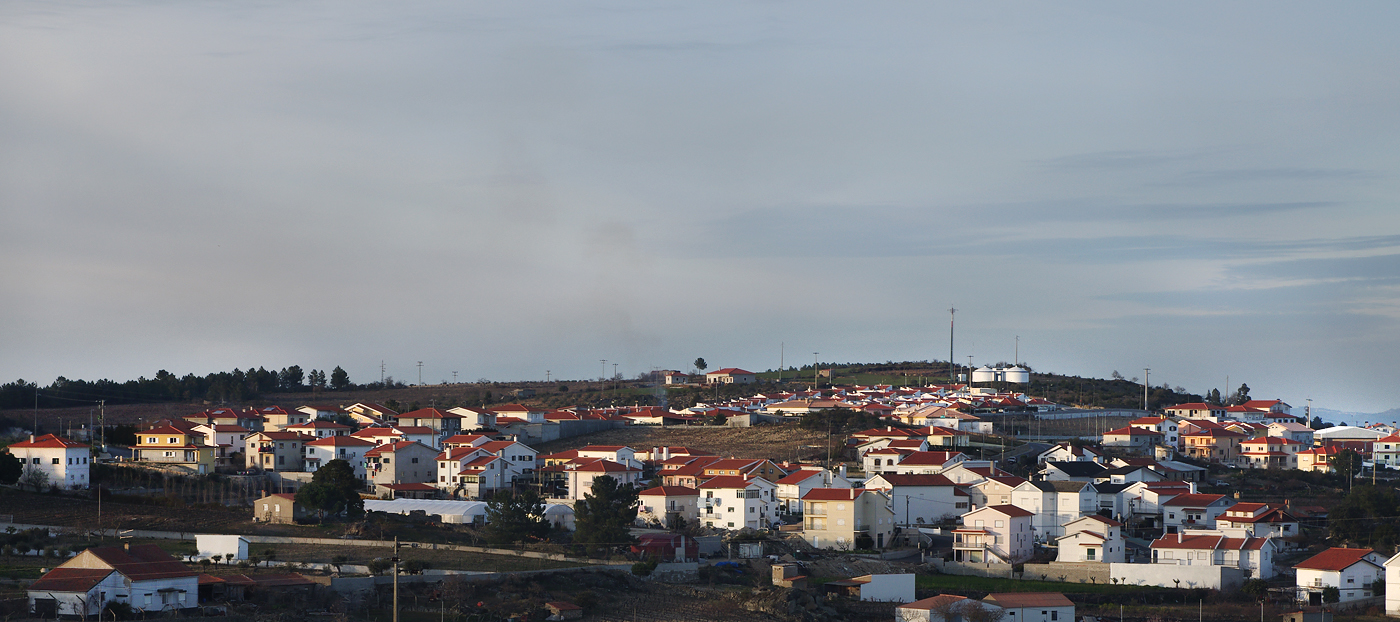
Vale do Pombo - Zona de Expansão Urbana a Noroeste

- Casa Municipal da Cultura - Auditório Municipal
- Biblioteca Municipal
- Espaço Internet de Mêda
- Museu Municipal de Mêda (inaugurado no dia 11 de Novembro de 2001, situado no centro da cidade)
- Cinema de Mêda
- Parque Municipal de Campismo
- Parque Municipal da Mêda
- Estádio Municipal de Mêda
- Complexo de Piscinas - Piscina Interior Aquecida e Piscinas Exteriores
- Complexo Desportivo - Campos de Ténis, Mini-Golfe e Voleibol de Praia
- Mini-Estádio de Mêda
- Pavilhão Poli-Desportivo
- Heliporto

### Postos de Turismo
- Posto de Turismo da Mêda
- Posto de Turismo de Marialva

### Grupos de Música e Cantares
- Sol na Eira - Grupo de Música Tradicional
- A Cepa Torta - Banda de Rock
- Centro Cultural e Recreativo de Mêda - Rancho Folclórico

### Meios de Comunicação
- Rádio Clube de Mêda

## População
| Número de habitantes *                   | Número de habitantes * | Número de habitantes * | Número de habitantes * | Número de habitantes * | Número de habitantes * | Número de habitantes * | Número de habitantes * | Número de habitantes * | Número de habitantes * | Número de habitantes * | Número de habitantes * | Número de habitantes * | Número de habitantes * | Número de habitantes * | Número de habitantes * |
| ---------------------------------------- | ---------------------- | ---------------------- | ---------------------- | ---------------------- | ---------------------- | ---------------------- | ---------------------- | ---------------------- | ---------------------- | ---------------------- | ---------------------- | ---------------------- | ---------------------- | ---------------------- | ---------------------- |
| 1864                                     | 1878                   | 1890                   | 1900                   | 1911                   | 1920                   | 1930                   | 1940                   | 1950                   | 1960                   | 1970                   | 1981                   | 1991                   | 2001                   | 2011                   | 2021                   |
| 9 246                                    | 10 084                 | 10 706                 | 12 011                 | 11 957                 | 11 223                 | 11 851                 | 14 989                 | 13 697                 | 12 378                 | 9 652                  | 8 964                  | 7 440                  | 6 239                  | 5 202                  | 4 630                  |
| Número de habitantes por Grupo Etário ** |                        |                        |                        |                        |                        |                        |                        |                        |                        |                        |                        |                        |                        |                        |                        |
|                                          |                        |                        | 1900                   | 1911                   | 1920                   | 1930                   | 1940                   | 1950                   | 1960                   | 1970                   | 1981                   | 1991                   | 2001                   | 2011                   | 2021                   |
| 0-14 Anos                                | 0-14 Anos              | 0-14 Anos              | 4 452                  | 4 530                  | 4 019                  | 4 114                  | 5 396                  | 4 582                  | 3 912                  | 2 795                  | 2 086                  | 1 324                  | 773                    | 522                    | 393                    |
| 15-24 Anos                               | 15-24 Anos             | 15-24 Anos             | 2 224                  | 2 061                  | 2 040                  | 2 235                  | 2 690                  | 2 483                  | 2 040                  | 1 620                  | 1 505                  | 1 010                  | 761                    | 446                    | 358                    |
| 25-64 Anos                               | 25-64 Anos             | 25-64 Anos             | 4 810                  | 4 765                  | 4 475                  | 4 976                  | 5 891                  | 5 546                  | 5 394                  | 4 315                  | 3 827                  | 3 424                  | 2 841                  | 2 446                  | 2 102                  |
| = ou > 65 Anos                           | = ou > 65 Anos         | = ou > 65 Anos         | 589                    | 534                    | 662                    | 760                    | 885                    | 930                    | 1 032                  | 1 230                  | 1 546                  | 1 682                  | 1 864                  | 1 788                  | 1 777                  |

- Número de habitantes "residentes", ou seja, que tinham a residência oficial neste município à data em que os censos se realizaram
  - De 1900 a 1950 os dados referem-se à população "de facto", ou seja, que estava presente no município à data em que os censos se realizaram. Daí que se registem algumas diferenças relativamente à designada população residente.

## Política

### Eleições autárquicas[16]
| Data | %       | V       | %       | V       | %     | V     | %              | V            | %              | V  | %              | V   | %              | V   | %       | V       | Participação |                |
| Data | CDS-PP  | CDS-PP  | PPD/PSD | PPD/PSD | PS    | PS    | FEPU/APU/CDU   | FEPU/APU/CDU | AD             | AD | PPM            | PPM | PRD            | PRD | PSD/CDS | PSD/CDS | Participação |                |
| ---- | ------- | ------- | ------- | ------- | ----- | ----- | -------------- | ------------ | -------------- | -- | -------------- | --- | -------------- | --- | ------- | ------- | ------------ | -------------- |
| Data | 1976    | 48,83   | 3       | 29,95   | 2     | 13,21 | -              | 2,48         | -              |    |                |     |                |     |         |         |              | 67,55 / 100,00 |
| 1979 | AD      | AD      | AD      | AD      | 10,72 | -     | 3,24           | -            | 83,39          | 5  | AD             | AD  | 76,48 / 100,00 |     |         |         |              |                |
| 1982 | 38,59   | 2       | 20,32   | 1       | 33,05 | 2     | 1,81           | -            |                |    |                |     | 72,50 / 100,00 |     |         |         |              |                |
| 1985 | 29,08   | 2       | 43,27   | 2       |       |       | 1,47           | -            | 19,39          | 1  | 69,03 / 100,00 |     |                |     |         |         |              |                |
| 1989 | 39,85   | 2       | 50,24   | 3       | 5,51  | -     |                |              | 71,06 / 100,00 |    |                |     |                |     |         |         |              |                |
| 1993 | 23,91   | 1       | 42,69   | 3       | 28,00 | 1     | 1,02           | -            | 67,05 / 100,00 |    |                |     |                |     |         |         |              |                |
| 1997 | 1,26    | -       | 44,13   | 3       | 6,65  | -     | 0,56           | -            | 43,61          | 2  | 68,69 / 100,00 |     |                |     |         |         |              |                |
| 2001 |         |         | 50,56   | 3       | 43,91 | 2     | 1,25           | -            |                |    | 73,25 / 100,00 |     |                |     |         |         |              |                |
| 2005 | 57,23   | 3       | 36,14   | 2       | 1,39  | -     | 68,47 / 100,00 |              |                |    |                |     |                |     |         |         |              |                |
| 2009 | 42,57   | 2       | 53,37   | 3       | 1,20  | -     | 68,74 / 100,00 |              |                |    |                |     |                |     |         |         |              |                |
| 2013 | 29,86   | 2       | 17,72   | 1       | 35,32 | 2     | 0,86           | -            | 11,46          | -  | 66,97 / 100,00 |     |                |     |         |         |              |                |
| 2017 | 27,83   | 2       | 26,95   | 1       | 40,08 | 2     | 0,85           | -            |                |    | 65,96 / 100,00 |     |                |     |         |         |              |                |
| 2021 | PPD/PSD | PPD/PSD | CDS-PP  | CDS-PP  | 44,27 | 2     | 1,13           | -            | 49,78          | 3  | 66,74 / 100,00 |     |                |     |         |         |              |                |

### Eleições legislativas
| Data | %     | %     | %     | %    | %     | %     | %        | %     | %    | %     | %    | %   | %       | % | %  | %  |
| Data | CDS   | PSD   | PS    | PCP  | UDP   | AD    | APU/ CDU | FRS   | PRD  | PSN   | B.E. | PAN | PSD CDS | L | CH | IL |
| ---- | ----- | ----- | ----- | ---- | ----- | ----- | -------- | ----- | ---- | ----- | ---- | --- | ------- | - | -- | -- |
| 1976 | 39,12 | 29,54 | 17,11 | 2,01 | 0,85  |       |          |       |      |       |      |     |         |   |    |    |
| 1979 | AD    | AD    | 15,14 | APU  | 0,56  | 74,66 | 3,60     |       |      |       |      |     |         |   |    |    |
| 1980 | AD    | AD    | FRS   | APU  | 0,65  | 70,61 | 3,61     | 18,18 |      |       |      |     |         |   |    |    |
| 1983 | 34,33 | 32,58 | 24,43 | APU  | 0,22  |       | 2,55     |       |      |       |      |     |         |   |    |    |
| 1985 | 30,41 | 30,12 | 17,78 | APU  | 0,63  | 2,63  | 9,74     |       |      |       |      |     |         |   |    |    |
| 1987 | 11,13 | 64,73 | 12,54 | CDU  | 0,22  | 1,46  | 3,43     |       |      |       |      |     |         |   |    |    |
| 1991 | 9,61  | 66,30 | 15,93 | CDU  |       | 1,18  | 0,95     | 0,92  |      |       |      |     |         |   |    |    |
| 1995 | 13,56 | 47,99 | 31,05 | CDU  | 0,77  | 1,76  |          | 0,64  |      |       |      |     |         |   |    |    |
| 1999 | 11,53 | 48,30 | 33,37 | CDU  |       | 1,74  |          | 1,15  |      |       |      |     |         |   |    |    |
| 2002 | 11,86 | 59,89 | 22,70 | CDU  | 1,19  | 1,12  |          |       |      |       |      |     |         |   |    |    |
| 2005 | 9,63  | 45,24 | 36,63 | CDU  | 1,54  | 1,65  |          |       |      |       |      |     |         |   |    |    |
| 2009 | 13,69 | 41,90 | 32,61 | CDU  | 1,73  | 3,62  |          |       |      |       |      |     |         |   |    |    |
| 2011 | 11,75 | 53,98 | 25,32 | CDU  | 2,03  | 1,12  | 0,39     |       |      |       |      |     |         |   |    |    |
| 2015 | PSD   | CDS   | 30,13 | CDU  | 2,68  | 4,94  | 0,47     | 53,06 | 0,32 |       |      |     |         |   |    |    |
| 2019 | 11,39 | 37,49 | 32,43 | CDU  | 2,03  | 5,84  | 1,30     |       | 0,36 | 0,97  | 0,65 |     |         |   |    |    |
| 2022 | 3,70  | 40,48 | 40,28 | CDU  | 1,22  | 2,32  | 0,37     | 0,33  | 6,75 | 1,18  |      |     |         |   |    |    |
| 2024 | AD    | AD    | 28,03 | CDU  | 40,90 | 1,23  | 1,60     | 0,80  | 1,05 | 16,10 | 1,52 |     |         |   |    |    |

## Economia
O município da Mêda, que já foi um dos principais fornecedores de cereais em toda a região (justificando-se que na Mêda se tenha feito um celeiro da Ordem de S. Bento), sofreu uma acentuada queda da sua população na década de 1960 por efeito da saída de muitos dos seus habitantes para trabalhar nos países do centro da Europa.
O turismo e a produção de vinhos, a par das indústrias de construção civil, restauração e comércio, são os principais recursos de desenvolvimento económico desta cidade.
A atividade agrícola mais importante é a vinicultura, que se traduz no número de produtores e engarrafadores de vinho e no desenvolvimento da sua atividade comercial, tanto de particulares como da própria Adega Cooperativa de Mêda. As freguesias de Longroiva, Fontelonga, Poço do Canto e Mêda, têm parte das suas terras incluídas na Região Demarcada do Douro.
Para além do vinho, que se produz na Adega Cooperativa e em produtores particulares, a Mêda tem a produção de amêndoa, uma riqueza importante, a par da plantação de castanha, na zona fria do município, precisamente na zona granítica. O município apresenta também uma área razoável de olival, que sustenta diversos lagares de azeite.
Na zona industrial estão implantadas diversas indústrias, nomeadamente: mármores e granitos, carpintaria, transformação de madeiras, mecânica e eletricidade.

## Património
- Pelourinho de Aveloso
- Castelo de Longroiva
- Pelourinho de Longroiva
- Ponte romana de Longroiva
- Castelo de Marialva
- Pelourinho de Marialva
- Igreja de São Pedro
- Pelourinho de Mêda
- Quinta da Areeira ou Solar dos Cancelos
- Pelourinho de Ranhados
- Castelo de Ranhados

## Feiras e Mercados
- Mercado Municipal - todas as segundas feiras de cada semana
- Feira Anual a 19 de Março - Feira de S. José
- Feira Anual a 19 de Outubro - Feira das Vindimas

## Festivais

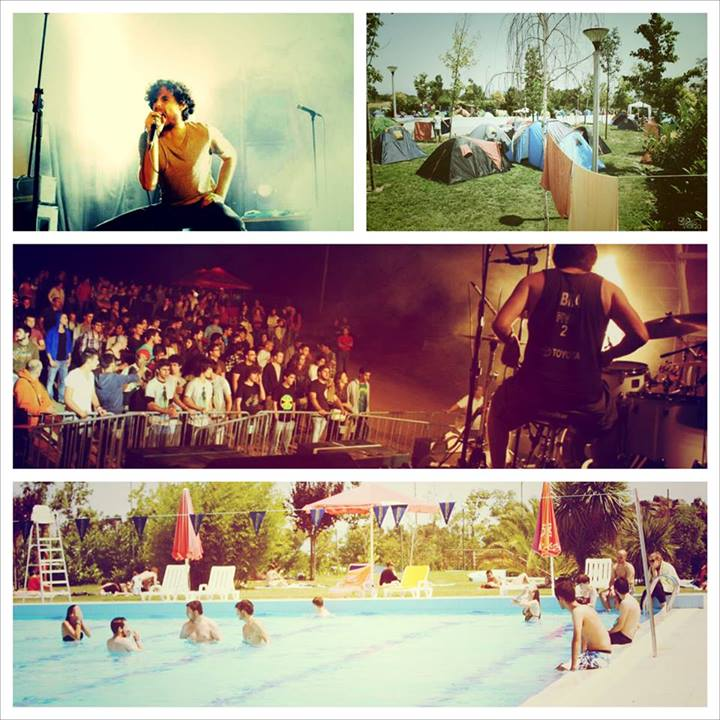
Ambiente do Festival Mêda+

### Festival de Música Mêda+
Teve a sua primeira edição em 2010, por vontade de um grupo de jovens do município, que se organizaram um ano antes numa Associação Juvenil.
Os principais propósitos - ainda hoje urgentes - passam por acrescentar valor e diversidade à dinâmica cultural da Mêda e projetar o nome do município, com um festival de música que se pauta por dois critérios essenciais: apoiar novas bandas portuguesas e abranger vários estilos musicais.
Coordenadas geográficas:
Latitude: 40° 57′ 38.57″ N
Longitude: -7° 15′ 4.14″ W

## Turismo

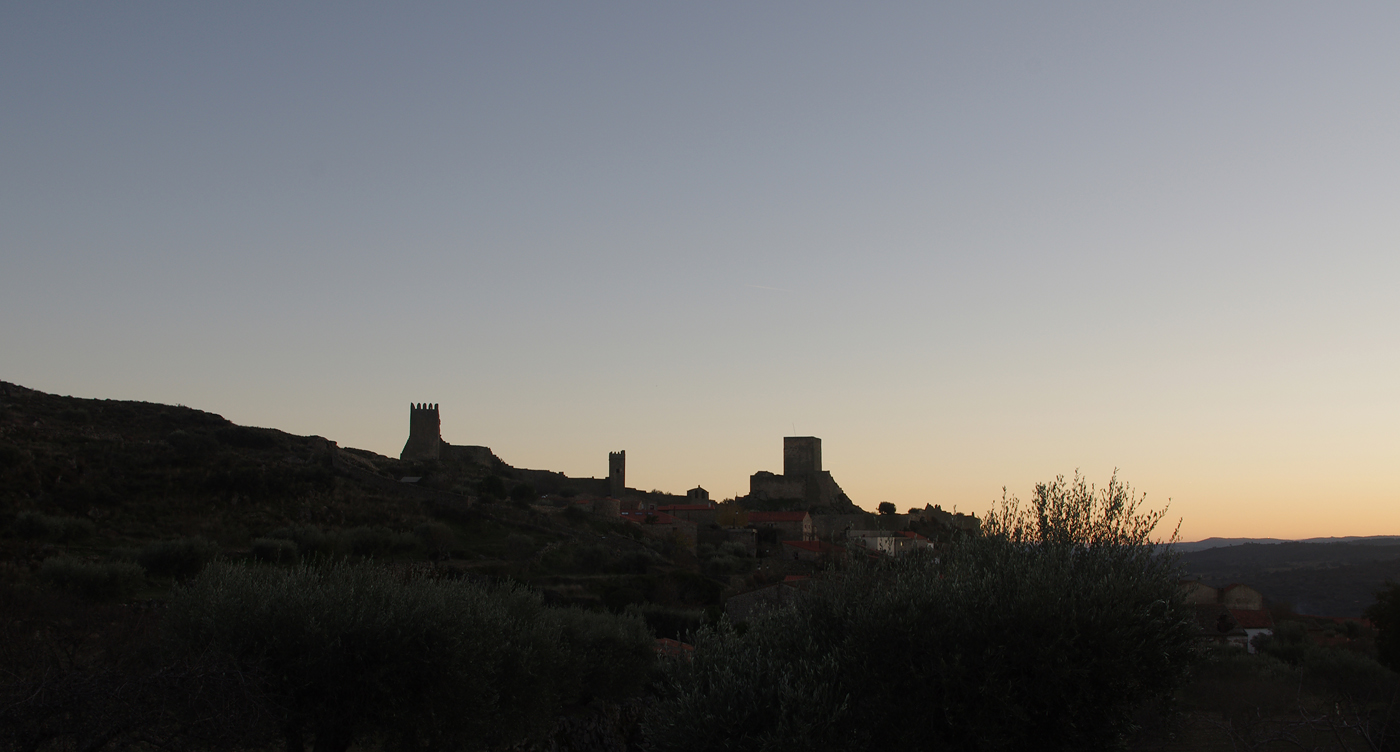
Vista desde o norte das Muralhas do Castelo de Marialva

O turismo, mais concretamente em espaço rural, está bastante consolidado, sobretudo pelo facto de Marialva ser um das doze Aldeias Históricas de Portugal. Por tal via, os centros históricos da Mêda, Longroiva, Ranhados, Casteição, Marialva e o sítio arqueológico de Vale de Mouros, na Coriscada, são uma riqueza patrimonial do município cuja vertente económica se adivinha promissora.

## Gastronomia
- Grelos à pobre
- Azeitona doce
- Queijo de ovelha
- Chouriças
- Azedas cruas
- Omelete de espargos

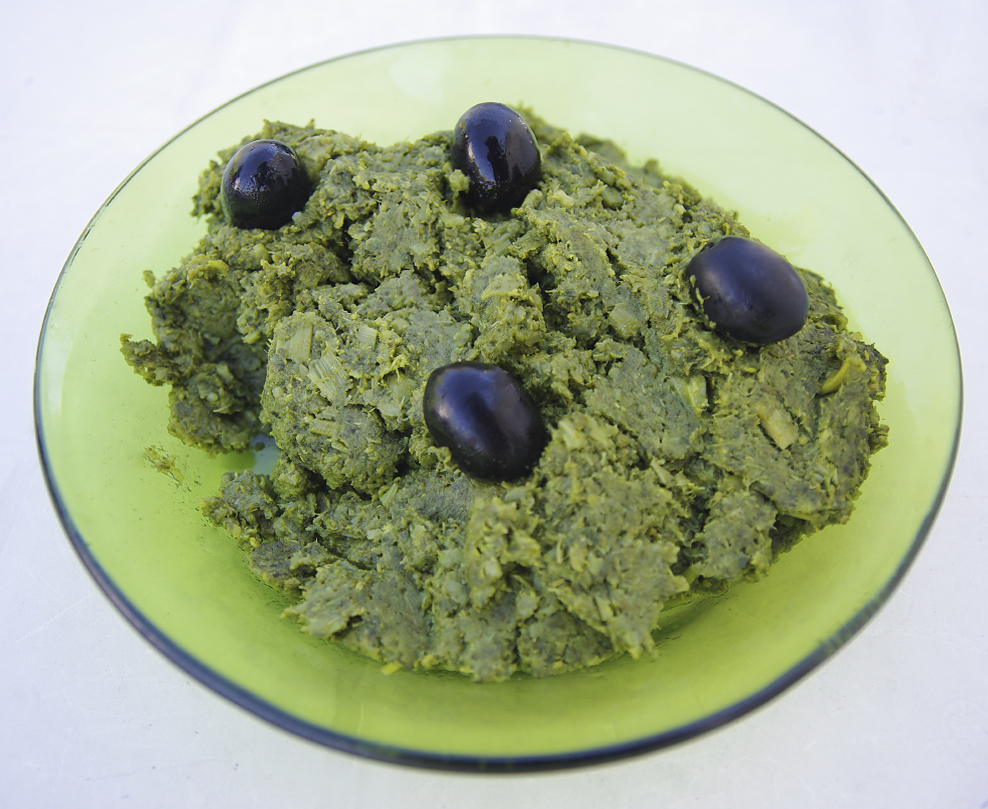
Grelos à Pobre, prato típico da região

- Bacalhau Assado com Batatas a Murro
- Papas laberças
- Migas ripadas
- Migas de alho
- Salada de batatas com azedas
- Sopa de beldroegas
- Sopa de fiolho
- Pão de centeio
- Torresmos da Beira
- Bacalhau Assado com Batatas a Murro
- Filhoses de Natal
- Doce de abóbora com amêndoa

## Principais acessos rodoviários
- IP2 - Itinerário Principal nº 2
- EN 324 - Estrada Nacional nº 324
- EN 331 - Estrada Nacional nº 331
- EN 102 - Estrada Nacional nº 102

## Acesso a transportes coletivos
O município de Mêda é servido indiretamente por duas importantes vias ferroviárias:
- Linha do Douro, através das estações de Freixo de Numão e Pocinho e da estação de S. Bento (Porto)
- Linha internacional da Beira Alta, através das estações de Celorico da Beira e de Vila Franca das Naves

Em termos de rede de camionagem há transportes diretos para Lisboa e carreiras entre a sede do município e Viseu, Lamego e Porto.

## Pessoas ilustres e figuras populares do município
- Albano de Jesus Beirão - natural do Aveloso, denominado de "o Homem Macaco" pelas suas capacidades físicas fora do normal.
- José Mário de Lemos Damião - natural da Prova, professor e ex-deputado da Assembleia da República.
- Fernando Lopes - natural de Mêda, ex-deputado da Assembleia da República e autor do projeto de elevação de Mêda a cidade.
- António Maria Ramos - natural de Outeiro de Gatos, escritor do Hino à Armada Portuguesa.
- Adriano Vasco Rodrigues - professor, historiador e arqueólogo com origens em Longroiva.
- Augusto de César Carvalho - natural de Mêda, advogado, presidente da Câmara de Mêda em 1944 e governador civil da Guarda em 1951.
- Silvina de Almeida - advogada, democrata incansável e oponente persistente do antigo regime, viveu grande parte da sua vida no Aveloso.
- José Maria Lacerda - benemérito e pároco na meda desde 1949 até à década de 90, fundador do Patronato (Instituto D. Maria do Carmo Lacerda).
- Adriano António de Carvalho - embaixador de Portugal no Brasil, com tomada de posse em 1981.

## Geminações
O município de Mêda é geminado com o seguinte município:
- Cantanhede, Distrito de Coimbra, Portugal

## Esquema de Orientação Geográfica
O diagrama seguinte representa as localidades sedes de diversos municípios, situados num raio de 30 km ao redor da cidade de Meda.